# Степанова, Мария Павловна
Мария Павловна Степанова (род. 8 марта 1963 года) — заслуженный тренер России (подводный спорт), тренер сборной России по подводному спорту.

## Карьера
Выступала в соревнованиях по плаванию в ластах за спортивный клуб ВМФ, где тренировалась у В. В. Журкина и заслуженного тренера СССР П. А. Зимовский.
Чемпионка мира. 2-кратный призёр чемпионата мира.
Чемпионка Европы. 3-кратный призёр чемпионата Европы.
Чемпионка СССР. 6-кратный призёр чемпионатов страны.
Победительница и призёр международных соревнований.
После окончания спортивной карьеры стала тренером. Окончила НГУ имени П. Ф. Лесгафта.
В настоящее время является тренером сборной России по подводному спорту, профилируется на подготовке пловцов в ластах.
Среди её воспитанников: Л. Горячева, М. Козлова.
Также работает тренером в ЦМиФМ ВС РФ.